# Weisses Buch von Sarnen

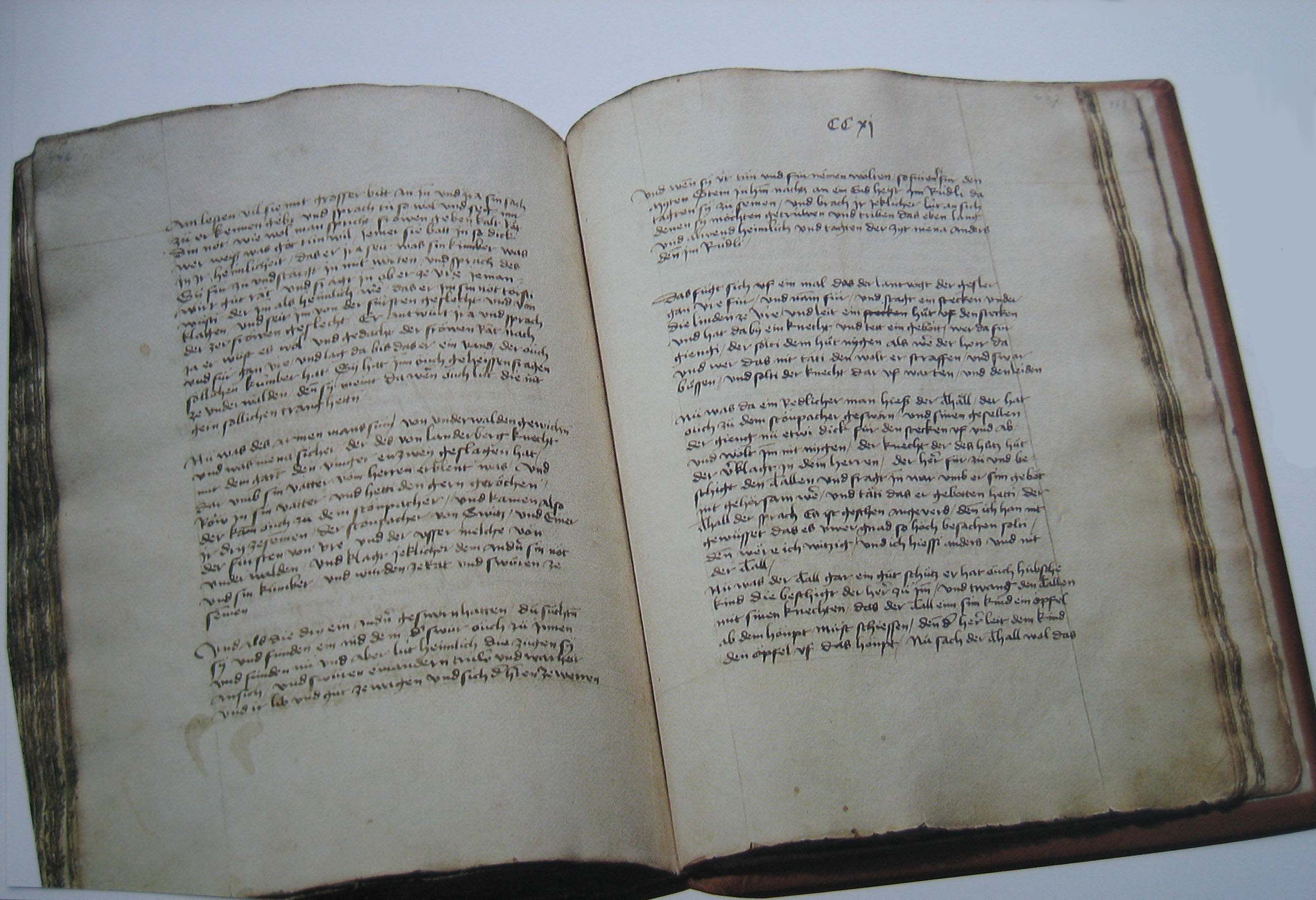
Das Weisse Buch

Das Weisse Buch von Sarnen ist eine Handschrift im Staatsarchiv des Kantons Obwalden. Das Buch enthält eine Chronik mit der ältesten Überlieferung der Tellsgeschichte. Auf sie stützte sich Friedrich Schiller, als er sein Drama Wilhelm Tell 1804 schrieb.

## Die Handschrift und ihr Inhalt
Das Weisse Buch von Sarnen ist ein Kopialbuch für den Alltag des Obwaldner Landschreibers. Es war üblich, in wichtigen Kanzleien Kopialbücher aufzubewahren, in denen Kopien wichtiger Beschlüsse für den Kanzleigebrauch sofort zugänglich waren. Aufgrund der Farbe des Einbandes hiessen sie silberne, rote und weisse Bücher.
Das Weisse Buch enthält  im ersten Teil Abschriften von wichtigen Verträgen und Bündnissen. So die eidgenössischen Bundesbriefe von 1315 bis 1452 (Appenzellerbund). Es folgen Abschriften des Sempacherbriefes, Pfaffenbriefes und gemeineidgenössischer Verträge mit Auswärtigen. Nach den Unterwaldner Freiheitsbriefen folgt eine Gruppe von Verträgen mit Frankreich. Ihr schliesst sich eine Sammlung von Waffenstillständen und Friedensverträgen an.
Am Schluss des Weissen Buches von Sarnen steht eine Chronik mit den Erzählungen von den Gewalttaten der Vögte, der Tellsgeschichte, dem Rütlischwur, dem Burgenbruch und  der Befreiung der drei Länder von der Tyrannei. Sie sind hier erstmals im Hinblick auf den Bundesschwur auf dem Rütli zu einem einheitlichen Ganzen zusammengefasst worden. Der Rütlischwur und die Tellsgeschichte erscheinen in dieser Chronik das erste Mal.

## Form und Name
Das Weisse Buch enthielt im Original 280 Blätter (heute 508 Seiten, einige wurden herausgeschnitten); die Chronik, der erzählende Teil des Weissen Buches, umfasst nur 24 Seiten (im Original Blatt 208–220r) und bildete ursprünglich den Abschluss des Bandes (S. 441–465).
Den alten Bestand des Buches bilden 21 regelmässige Lagen von zwölf und dreimal zu vierzehn Blättern mit zwei verschiedenen Wasserzeichen (ein Wasserzeichen stammt aus der Zürcher Papiermühle an der Sihl).
Das Buch wurde vom Obwaldner Landschreiber Hans Schriber zwischen 1470 und 1472 geschrieben und 1474 mit Nachträgen versehen (von Schriber). Aus späterer Zeit finden sich nur noch wenige Eintragungen; nach 1512 wurden der Kappelerfriede von 1531 und die Eide des Landeshauptmanns, Bannerherrs und Fähndrichs von Obwalden (1607) hineingeschrieben.
Das Weisse Buch wurde wegen seines weissen Einbandes so genannt; der Einband in Schweinsleder stammt aus dem 17. Jahrhundert (wohl von 1608). Die Beschriftung am vorderen Deckel: «Das sogenannte älteste / weisse Buoch/oder/Abschriften der ältesten Bündtnissen» schrieb eine Hand des späten 18. Jahrhunderts bei einer Inventarisation vor der Französischen Revolution.

## Verfasser
Das Weisse Buch wurde um 1470 vom Obwaldner Landschreiber Hans Schriber geschrieben im Stil der humanistischen Chronistik. Er verfasste als begabter Chronist Erzählungen über die Entstehung der Eidgenossenschaft, über den «Anfang der drei Länder», und zwar aus der obwaldnerischen Sicht des 15. Jahrhunderts. Er stützte sich dabei auf die Berner Chronik von Konrad Justinger (nach 1420, die er im Text ausdrücklich erwähnt), auf Felix Hemmerlis Zürcher Buch vom Adel (De nobilitate et rusticitate dialogus, um 1450) und auf die nordische Tokosage des Saxo Grammaticus († 1204). In den Passagen über den Burgenbruch nimmt er oberitalienische Einflüsse auf: In der Berner Tschachtlan-Chronik sind ähnliche Burgenbrüche in den Eschentalerzügen abgebildet (Burg Mattarela und Trontano bei Domodossola).
In dieser erzählerisch geschriebenen Befreiungsgeschichte hat Hans Schriber erstmals die verschiedenen lokalen Befreiungstraditionen zu einer stimmigen Entstehungsgeschichte der gegenseitigen eidgenössischen Bündnisse zusammengefasst und mit der Tokosage verknüpft.
Bis in die neueste Zeit wird vermutet, der Obwaldner Landschreiber Hans Schriber sei nur der Kopist einer früheren Chronik gewesen. Jedoch hat bereits Anton Küchler 1895 in seiner Sarnen Chronik Hans Schriber als den Schreiber und Verfasser dieser Chronik identifiziert, eine Annahme, die auch der Nidwaldner Staatsarchivar Robert Durrer im Historisch-Biographischen Lexikon der Schweiz 1928 übernommen hat. Der frühere Obwaldner Staatsarchivar und Philologe Angelo Garovi hat in einem Artikel in den Obwaldner Geschichtsblättern die Verfasserfrage aufgrund einer Textanalyse sowohl des rechtlichen wie des chronikalischen Teils zu klären versucht.

## Der erzählende Teil
Hans Schriber beginnt mit der obwaldnerischen Erzählung vom Vogt Landenberg, der dem Bauern im Melchi die Ochsen wegnehmen lässt. Der Sohn, der sich zur Wehr setzte und dem Vogt den Finger entzweischlug, musste fliehen und der Vater wurde in der unteren Burg von Sarnen gefangengesetzt und geblendet. In Altzellen (Nidwalden) erschlug der Bauer Konrad Baumgarten den Vogt Wolfenschiessen mit der Axt, weil dieser seine Frau zwingen wollte, mit ihm ein Bad zu nehmen und mit ihm  zu «leben». In Schwyz fragte Vogt Gessler den Stauffacher, wem dieses hübsche Haus aus  Stein gehöre. Stauffacher fühlte sich nach diesen Worten bedroht und beschloss auf den Rat seiner Frau, nach Uri und Unterwalden zu gehen, um dort mit den führenden Leuten, wie Fürst und Zer Frauen, zu ratschlagen. So fanden sich dann Stauffacher, Fürst und der junge Bauer aus dem Melchi zusammen. Sie zogen noch andere Leute ins Vertrauen, schlossen einen geheimen Bund und kamen jeweils nachts auf dem Rütli (hier das erste Mal erwähnt) zusammen.
Hierauf folgt die dann weltbekannt gewordene Geschichte von Tell in Uri, der den Hut nicht grüssen wollte und zur Strafe seinem Sohn einen Apfel vom Haupt schiessen musste. Nach dieser Tat wurde die Stauffachersche Gesellschaft immer mächtiger und begann die Burgtürme der Vögte, Zwing Uri, Schwanau, Schwyz und Stans, zu brechen. Die «starke» Burg von Sarnen konnte nur mit List eingenommen werden. Die Untertanen, die dem Vogt Landenberg an Weihnachten Geschenke und Neujahrsgaben bringen mussten, kamen zur Burg in die «Küche zum Feuer», liessen das Tor offen, damit die in der Nähe im Erlengebüsch verborgenen Leute auf ein Hornsignal die Burg einnehmen konnte. Hernach schlossen die drei Länder einen Bund und «erwehrten sich der Herren».
Im zweiten Abschnitt der Chronik folgt ein Bericht über den Beitritt der Orte Luzern, Zürich, Zug, Glarus und Bern. Dann folgen Ereignisse aus dem frühen 15. Jahrhundert: der Wernihandel zwischen Bern und Luzern, die Appenzellerkriege, die Eroberung des Livinen- und Eschentals und der Rarnerhandel.

## Rezeption

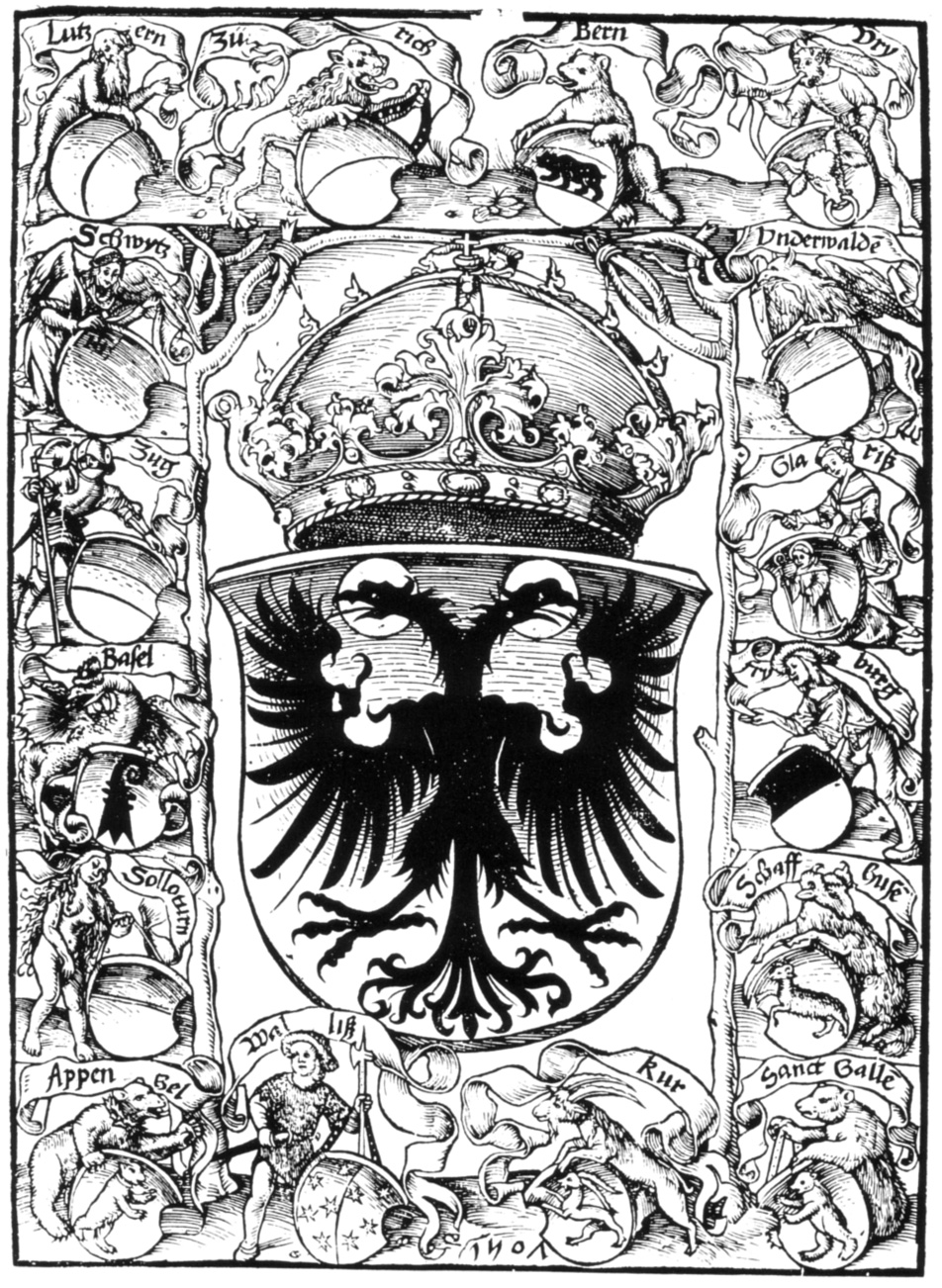
Etterlin 1507

Der Luzerner Chronist Petermann Etterlin übernahm in seiner 1507 in Basel gedruckten «Kronika von der loblichen Eidgenossenschaft» die Befreiungsversion des Sarner Landschreibers und machte sie damals weitherum bekannt. Auch in einer Jesuitenbibliothek in Mexiko ist sie nachzuweisen.
Der Glarner Historiker Aegidius Tschudi, der 1569 in Sarnen das Archiv mit dem Weissen Buch konsultierte, gab der Befreiungsgeschichte im Chronicon Helveticum die endgültige Form. Diese (unvollendete) Chronik des 16. Jahrhunderts wurde aber erst 1734–1736 in Basel gedruckt. Tschudi schmückte die Befreiungstradition durch neue Zutaten aus: Die Personen versah er durchwegs mit vollständigen Namen, die er zum Teil alten Urkunden entlehnte. Er datierte die Geschehnisse in die letzten Jahre König Albrechts († 1308). Tschudis Darstellung blieb bis ins 19. Jahrhundert hinein die gültige. Diese Version der Befreiungsgeschichte wurde durch Friedrich Schillers Wilhelm Tell und durch Gioachino Rossinis Oper Guillaume Tell weltbekannt. Schillers Tell übernimmt Formulierungen aus dem Originaltext des Weissen Buches sozusagen wörtlich. Ein Beispiel:

«Dü sprach der Tall sid ir mich gesichret hand/ so wil ich üch die wahrheit sägen/ vnd ist war hetti mir der schütz gevelt/ das ich mins kind hetti erschössen so wölt ich den pfyl in üch öder der der vwren ein han geschössen.»

«Tell:

Wohlan, o Herr

Weil Ihr mich meines Lebens habt gesichert –

So will ich Euch die Wahrheit gründlich sagen.

Mit diesem zweiten Pfeil durchschoss ich – Euch,

Wenn ich mein liebes Kind getroffen hätte,

Und Eurer – wahrlich! Hätt’ ich nicht gefehlt.»

## «Entdeckung» des Weissen Buches für die Forschung

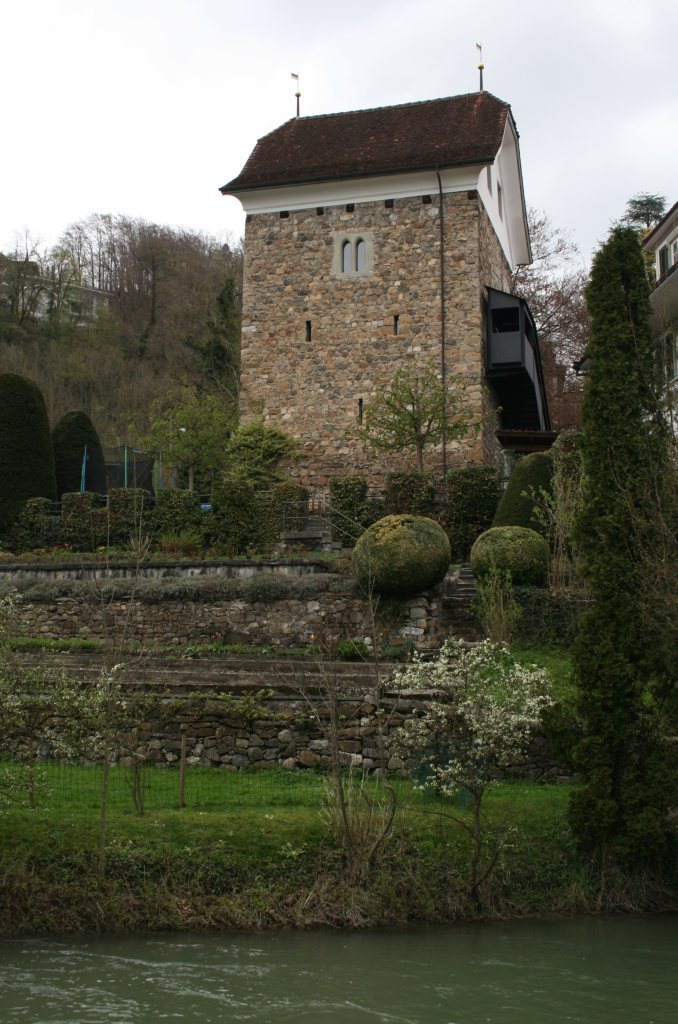
Das Weisse Buch wird im Hexenturm in Sarnen aufbewahrt.

Das Weisse Buch von Sarnen wurde 1854 vom Zürcher Staatsarchivar Gerold Meyer von Knonau bei Archivarbeiten im Sarner Hexenturm für die Geschichtswissenschaft «entdeckt». Georg von Wyss, Professor für Geschichte an der Universität Zürich, hörte von diesem Kopialbuch mit der Tellsgeschichte; er liess sich von Landammann Franz Wirz das Buch zustellen und wollte die Tellserzählung im Archiv für Schweizerische Geschichte als Erster publizieren. Das machte ihm Meyer von Knonau streitig, der sie im Auftrag der Obwaldner Regierung im Geschichtsfreund 1857, den Mitteilungen des Historischen Vereins der fünf Orte, drucken durfte.
Gerold Meyer von Knonau war aber nur der «wissenschaftliche Entdecker» des Weissen Buches von Sarnen. Dieses war in der Sarner Landeskanzlei immer bekannt und wurde zusammen mit dem Siegel, dem Landesbanner und den Briefen (Urkunden) im Rathaus oder Archivturm (Hexenturm) aufbewahrt. Es war auch Landschreiber Joseph Gasser, der  den Zürcher Archivar darauf aufmerksam machte, dass sich im Archiv ein wertvolles Buch über den Anfang der Eidgenossenschaft befinde: das «älteste» Weisse Buch von Sarnen. In Archiv-Verzeichnissen wurde dieses stets aufgeführt. Es gab auch noch das «jüngere» Weisse Buch, eine Abschrift aus dem Jahr 1608 von Jacob Kaiser.

## Beurteilung der historischen Erzählung
Der Luzerner Philologe und Historiker Joseph Eutych Kopp hat dem Bericht der Chroniken 1835 erstmals die urkundlichen Fakten gegenübergestellt. Kopps Quellenkritik richtete sich nicht nur gegen die Tellsgeschichte,  sondern  gegen die zur Volksmeinung gewordene Annahme einer tyrannischen Vögteherrschaft, die kurz vor König Albrechts Ermordung am 1. Mai 1308 ihr gewaltsames Ende gefunden habe. Nach Kopp lassen sich Gessler und Landenberg in den Urkunden nicht als Vögte in den Waldstätten nachweisen.
Der Basler Mittelalterarchäologe und -historiker Werner Meyer hat aufgrund von archäologischen Grabungen auf  Innerschweizer Burgstellen, vor allem in den 1970er und 1980er Jahren, festgestellt, dass der Burgenbruch im Sinne der überlieferten Befreiungstradition als ein einzelnes Ereignis so nicht stattgefunden hat.
Zur Bedeutung der Erzählungen im Weissen Buch von Sarnen schrieb der Zürcher Literaturwissenschafter Max Wehrli:

«Hier (im Weissen Buch) erscheinen zum ersten Mal die später so berühmten Geschichten der heroischen Zeit, je für die einzelnen Orte als Beleg des Freiheitskampfes: der Mann aus dem Melchi,  der im Bad erschlagene Vogt, der Stauffacher in Schwyz, der Rütlischwur, die Geschichte Tells, der Burgenbruch – die ganze, erzählerisch  glänzende Befreiungssage mit der beständigen Präsenz der vertrauten Landschaft.»

Der aus Stans stammende Zürcher Germanist und Kulturwissenschafter Peter von Matt meint in Bezug auf Landschreiber Hans Schriber, den Verfasser der Chronik im Weissen Buch:

«Kein Schweizer Autor hat je ein Werk von grösserer Wirkung geschrieben.»